# Rhaebus komarovi
Rhaebus komarovi là một loài bọ cánh cứng trong họ Bruchidae. Loài này được Lukjanovitsch miêu tả khoa học năm 1939.